# Жіноче обрізання

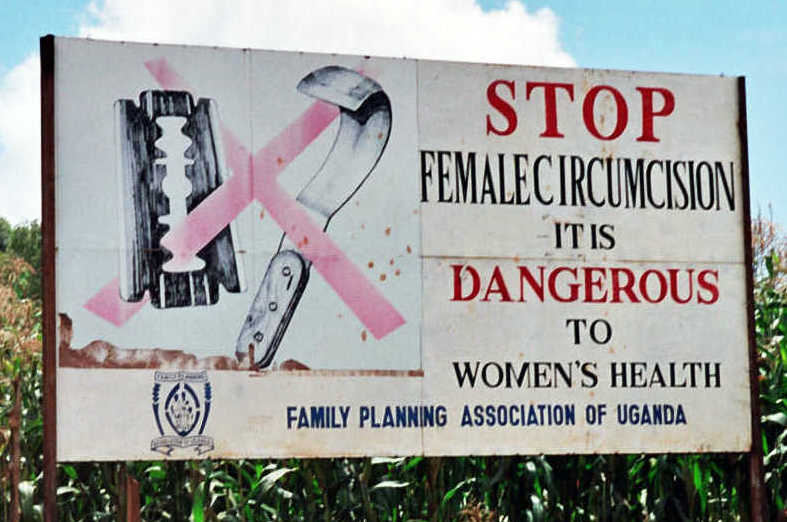
Кампанія проти обрізання в Уганді (напис на дорожньому знаку: «ЗУПИНІТЬ ЖIНОЧЕ ОБРІЗАННЯ! ВОНО ШКОДИТЬ ЗДОРОВ'Ю ЖІНОК»)

Калічення жіночих геніталій (англ. female genital mutilation, FGM) — часткове або повне хірургічне видалення зовнішніх жіночих геніталій чи інше їхнє навмисне пошкодження або зміна, що вчиняється з немедичних причин: з культурною, релігійною або іншою метою (за визначенням ВООЗ, UNICEF та UNFPA, 1997, 2018). За оцінками експерток та експертів ВООЗ, від практики обрізання постраждали 200 мільйонів жінок та дівчаток. Операції з обрізання визнані порушенням прав дівчаток та жінок на міжнародному рівні. За оцінками міжнародних організацій, вони закорінені в гендерній нерівності і являють собою крайню форму дискримінації жінок. Термін жіно́че обріза́ння вводить в оману, оскільки не є аналогом обрізання крайньої плоті пеніса. Термін калічення прийнято, щоб підкреслити небезпечність процедури та її статус як порушення прав людини.
Обрізання не приносять жодної користі жіночому здоров'ю і не мають медичних показань. При цьому їхні наслідки включають: інфекції та сепсис; ускладнення сечовипускання і менструації; хронічні інфекції уретри і сечовивідних шляхів; кісти; безпліддя; підвищений ризик під час пологів і ризик смерті новонароджених, диспареунія, вагінізм, аноргазмія.
Жіноче обрізання поширене у багатьох країнах світу, особливо в Африці та деяких мусульманських країнах Азії. Процедура, з одного боку, є досить традиційною в культурах, де практикується, з іншого — широко критикована через відсутність згоди пацієнтки, загрози її здоров'ю та життю, позбавлення або зменшення її сексуального задоволення.
Починаючи з кінця ХХ століття, ВООЗ та UNPFA спрямовують значні зусилля на припинення або обмеження практики жіночого обрізання. У 2012 році Генеральна Асамблея ООН прийняла резолюцію, щоб покінчити з каліченням жіночих геніталій. Визнане Стамбульською конвенцією (Ст. 38) формою насильства проти жінок, обрізання підлягає кримінальній відповідальності.
Термін застосовується для опису процедур, при котрих на операцію дають згоду батьки дівчинки через її малий вік, на відміну від процедур, що здійснюються за згодою пацієнтки (такі як лабіопластика або вагінопластика). Також термін не застосовується для опису процедур зміни статі та генітальних модифікацій.

## Поширеність та статистика
- Дагестан. Відомо, що жіноче обрізання практикують у деяких гірських районах Дагестану. Згідно з С. Сіраджудіновою, традиція на початок 2010-х була поширена у високогірних районах, серед частини аварських і андо-цезьких народів[15]. У доповіді фонду «Правовая инициатива по России» від 15 серпня 2016 року зазначено, що практика жіночого обрізання існує у Ботліхському, Цунтінському, Цумадінському і Гляратінському районах Дагестану. За словами С. Сіраджудінової, місцева влада ніяк не реагує на всі ці випадки. Згідно з доповіддю «Правової ініціативи», обрізання іноді робляться у лікарні, але частіше на дому, причому особами без медичної освіти[16].

## Правовий аналіз

### Світ
У країнах, що входять в ЄС, жіноче обрізання однозначно класифікується як заподіяння умисних тілесних ушкоджень і є кримінальним злочином. Додатково в Бельгії, Данії, Великій Британії, Італії, Норвегії, Австрії, Швеції та Іспанії існують спеціальні закони проти жіночого обрізання. Відомі випадки кримінального переслідування в Франції, Італії та Іспанії.
У Сполучених Штатах прийнято окремим законом відповідальність за примус чи виконання жіночого обрізання. Існують прецеденти в США, коли загроза жіночого обрізання на батьківщині була визнана достатньою для надання особі статусу біженця. Схожий закон про відповідальність за жіноче обрізання існує і в Австралії.

### Україна
В Україні немає окремого закону, і тому жіноче обрізання класифікується в залежності від стану потерпілої та обставин справи як заподіяння умисних тяжких чи умисних середньої тяжкості тілесних ушкоджень, або в сукупності за іншими статтями (Злочини проти життя та здоров'я особи) Кримінального кодексу України. В Україні не було поки що випадків кримінального переслідування за калічення жіночих геніталій.

## Причини

### Нестача доступу до інформації
Через поганий доступ до інформації, а також через традиційне применшення причинно-наслідкових зв'язків, жінки не можуть зв'язати наслідки для здоров'я з процедурою обрізання. Lala Baldé, президент Асоціації жінок у Medina Cherif (село в Сенегалі), сказала Mackie в 1998 році, що коли дівчатка захворювали або помирали, це приписувалося злим духам. Коли жінкам повідомляли про прямий зв'язок між обрізанням і нездоров'ям, жінки падали на землю і плакали. Опитування, зроблені до і після цього інформування, показували дуже різні рівні підтримки проведення операцій.
Американська некомерційна група Tostan, заснована Molly Melching 1991 році, ввела програми розширення можливостей для спільнот у декількох країнах, сфокусовані на місцеву демократію, грамотність, освіту про охорону здоров'я, що надавали жінкам інструменти для самостійних рішень. З допомогою програми Tostan вже у 1997 році Malicounda Bambara в Сенегалі стало першим селом, що відмовилося від жіночого обрізання. До 2018 року більше 8000 громад у восьми країнах зобов'язалися відмовитися від обрізання жінок і дитячих шлюбів.

### Традиційні вірування

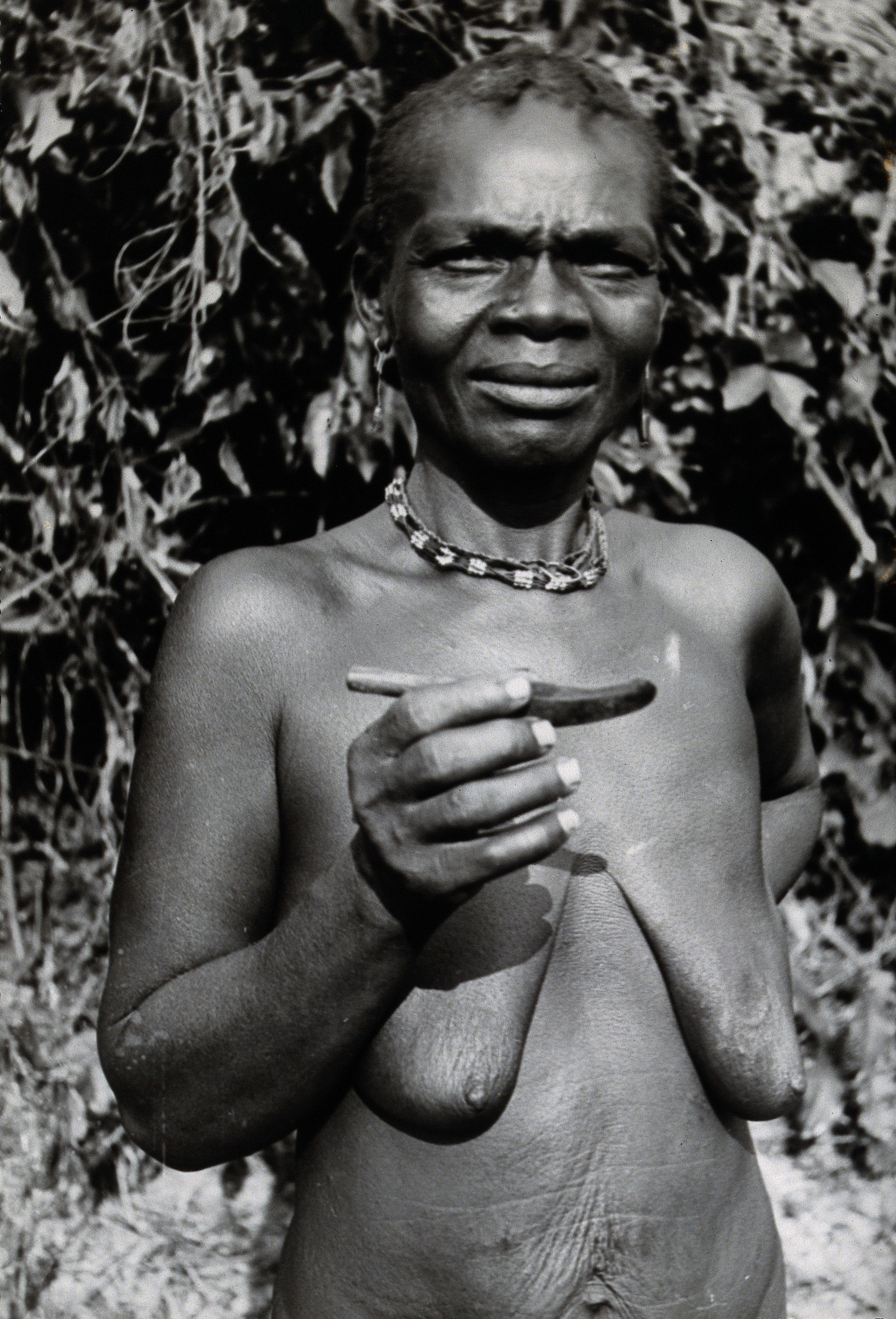
Жінка з ножем для обрізання. Центральноафриканська Республіка

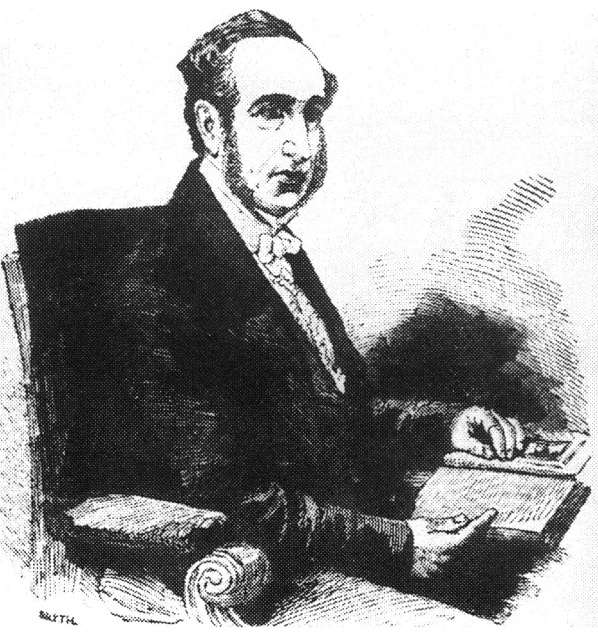
Ісаак Бейкер Браун, практикував обрізання без згоди пацієнток у 19 ст. для «лікування» епілепсії та істерії

Практику контролю жіночої сексуальності підтримують гендерні стереотипи місцевостей, де поширене обрізання, — вони є виразно поляризованими. Так, практики обрізання вважаються показником не тільки етнічних кордонів, а й статевих відмінностей. Для визнання своєї статі мати здорові жіночі геніталії недостатньо: згідно з віруваннями, чоловіче обрізання дефемінізує чоловіків, а жіноче — демаскулізує жінок, надає їм більшої «жіночності». «Пошкодження геніталій завершує соціальне визначення статі дитини усуненням зовнішніх слідів андрогінії» (Janice Boddy, 2007). Інфібуляція корениться у цих віруваннях про закритість та плодючість. «Жіноче тіло тоді прикрите, замкнене, і його продуктивна кров лишається всередині; чоловіче тіло оприлюднене, відкрите та експоноване.» Культурні ідеали скромності та жіночності диктують, що жінки є «чистими» і красивими після видалення тих частин тіла, котрі вважаються нечистими, нежіночими чи чоловічими.
Частим мотивом до операцій є погляди на належну для жінок сексуальну поведінку, згідно з якими ціль операцій — забезпечити збереження жінками цнотливості до шлюбу і подружню вірність. У багатьох спільнотах вважається, що практика калічення жіночих геніталій сприяє пригніченню лібідо жінки і тим самим допомагає їй встояти перед позашлюбними сексуальними стосунками. Вважається, що коли вхід до вагіни закритий чи звужений (тип операції 3), страх болю при його відкритті і страх того, що це буде викрито, відбиває у жінок з цим типом каліцтв бажання вступати в позашлюбні статеві зносини. Так калічення вульви виступає засобом інституціоналізованого контролю жіночого тіла, його сексуальності та репродуктивної здатності.

### Соціальний тиск
У більшості спільнот практика обрізання вважається культурною традицією, що часто використовується в якості аргументу за її продовження. В багатьох областях операції проводяться скрізь і їхня необхідність не ставиться під сумнів. У деяких спільнотах недавнє прийняття практики обрізання пов'язане зі слідуванням традиціям сусідніх груп. Іноді операції починають практикуватися в рамках ширших рухів за відродження релігії чи традицій. Місцеві структури влади і управління, такі як лідери общин, релігійні лідери, особи, що здійснюють операції, навіть деякі медичні працівники можуть надавати підтримку практиці обрізання. Всі ці впливи у нестабільних середовищах країн, що розвиваються, є потужними факторами тиску, адже створюють середовище прийнятності і бажаності прооперованих дівчат та жінок і небажаності, осуду та відторгнення непрооперованих.
Проти аргументу, що жінки охоче вибирають обрізання для своїх дочок, ЮНІСЕФ називає практику «самопідтримуваної соціальної домовленості» (self-enforcing social convention), за якої сім'ї відчувають, що повинні коритися звичаю, аби уникнути соціального виключення необрізаних дочок. Приклад, що ілюструє прийняття соціальних норм через присоромлювання: Ellen Gruenbaum повідомила, що в Судані 1970-х обрізані дівчата з арабського етносу насміхалися з необрізаних дівчат Джерми фразою Ya, Ghalfa! («Гей, нечиста!»). Ті відповідали Ya, mutmura! (mutmara — ями для зберігання зерна, що постійно відкриваються і закриваються, аналогія з інфібульованими жіночими геніталіями) Але, незважаючи на те, що дали відсіч, дівчата Джерми питали матерів: «В чому справа? Хіба у нас немає лез, як у арабок?»
Внаслідок вкорінених культурних норм обрізання, незважаючи на очевидні страждання, підтримується самими жінками, адже без нього ускладнені чи недосяжні такі базові потреби, як «соціальне прийняття, шанси на шлюб, сповідування релігії, гігієна, збереження невинності та посилення сексуальної насолоди чоловіків» (найчастіші причини для обрізання за опитуваннями жінок, 2013). Антрополог Rose Oldfield Hayes писала (1975), що освічені суданські чоловіки, котрі не хотіли зшивання статевих губ своїх доньок (і обирали за краще видалення клітора), виявляли дівчат зашитими після відвідин родини бабусями. Gerry Mackie порівняла цю практику з бинтуванням ніг: як і обрізання, бинтування здійснювалось над юними дівчатками, практикувалось майже універсально, пов'язувалося з ідеями про честь, цноту та шлюбність та «підтримувалося та передавалося» жінками.

### Релігія

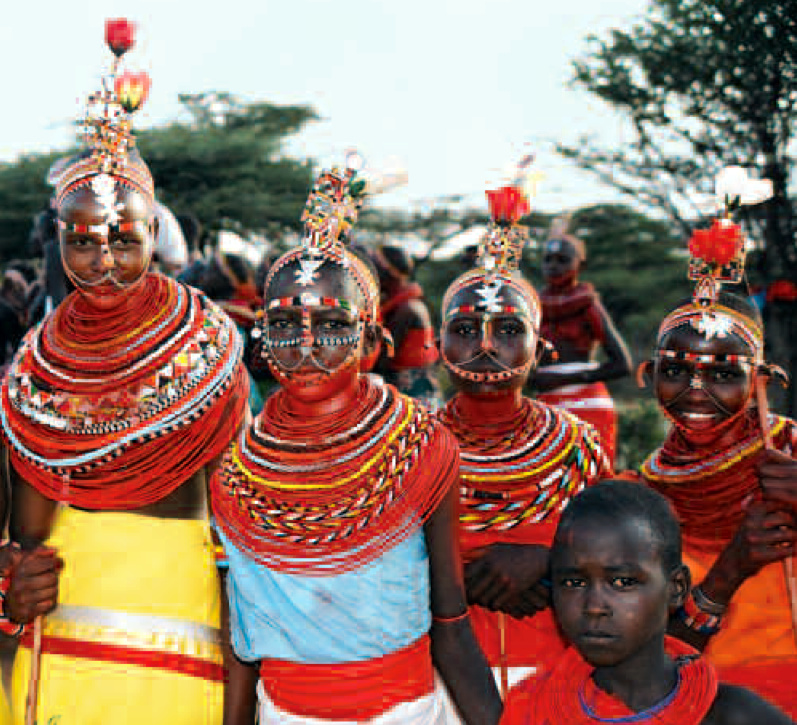
Церемонія обрізання у самбуру, північна Кенія

Опитування виявили поширену думку, особливо в Малі, Мавританії, Гвінеї і Єгипті, що обрізання жінок — це релігійна вимога. При цьому Gruenbaum дослідила, що виконавці обрізання можуть не розрізняти релігію, традиції і цнотливість, що ускладнює інтерпретацію даних. Витоки обрізання в Північно-Східній Африці є доісламськими, але практика стала асоціюватися з ісламом, тому що ця релігія спрямована на жіночу цнотливість та ізоляцію. В Корані немає жодної згадки про жіноче обрізання. У декількох слабких (висловлюваннях, приписуваних Мухаммаду) воно описується як благородне, але не обов'язкове.
Незважаючи на те, що релігійні тексти не містять приписів для практики жіночого обрізання, особи, що його виконують, часто вірять в те, що релігія її підтримує. Релігійні лідери займають різні позиції: декотрі пропагують обрізання, інші вважають, що операції не пов'язані з релігією, треті борються за їхнє припинення.

### Пропаганда
Маніпуляції темою обрізання задля політичних мотивів можна ілюструвати, наприклад, інцидентом 17 серпня 2016 року, коли голова координаційного центру мусульман Північного Кавказу муфтій І. А. Бердієв у бесіді з агентством «Інтерфакс» висловився за обрізання всіх жінок. Духовний лідер пояснив свої мотиви тим, що це ніби-то зменшить розпусту: «Треба всіх жінок обрізати, щоб розпусти не було на Землі, щоб сексуальність зменшилася». Слова Бердієва спричинили широкий громадський резонанс, правозахисники і -захисниці заявляли навіть про можливість порушення проти нього кримінальної справи за статтею 148 КК РФ — «Порушення права на свободу совісті і віросповідань». Після звинувачень Бердієв мусив дещо змінити позицію, але сам звичай жіночого обрізання він не осудив: «…для того, щоб жінки стали спокійнішими, це було б добре. Але я знаю, що цього не буде ніколи, тому це просто так я сказав».
Якщо ж звернутись до глибшого аналізу, феміністська теорія розглядає насильство над жінками, зокрема репродуктивне та сексуальне, а тим паче таке виразне і жорстоке, як непотрібне калічення геніталій, як інструмент символічного та інституціоналізованого патріархального контролю чоловічого над жіночим, підтримання існуючого розподілу влади, тобто інструментом політичним. З позицій феміністичної науки, глибинною праосновою практики жіночого обрізання є андроцентризм та патріархат з його ставленням до жінки як до власності, машини з виношування генетичного матеріалу чоловіка, сексуальність котрої потрібно постійно контролювати.

## Процедура

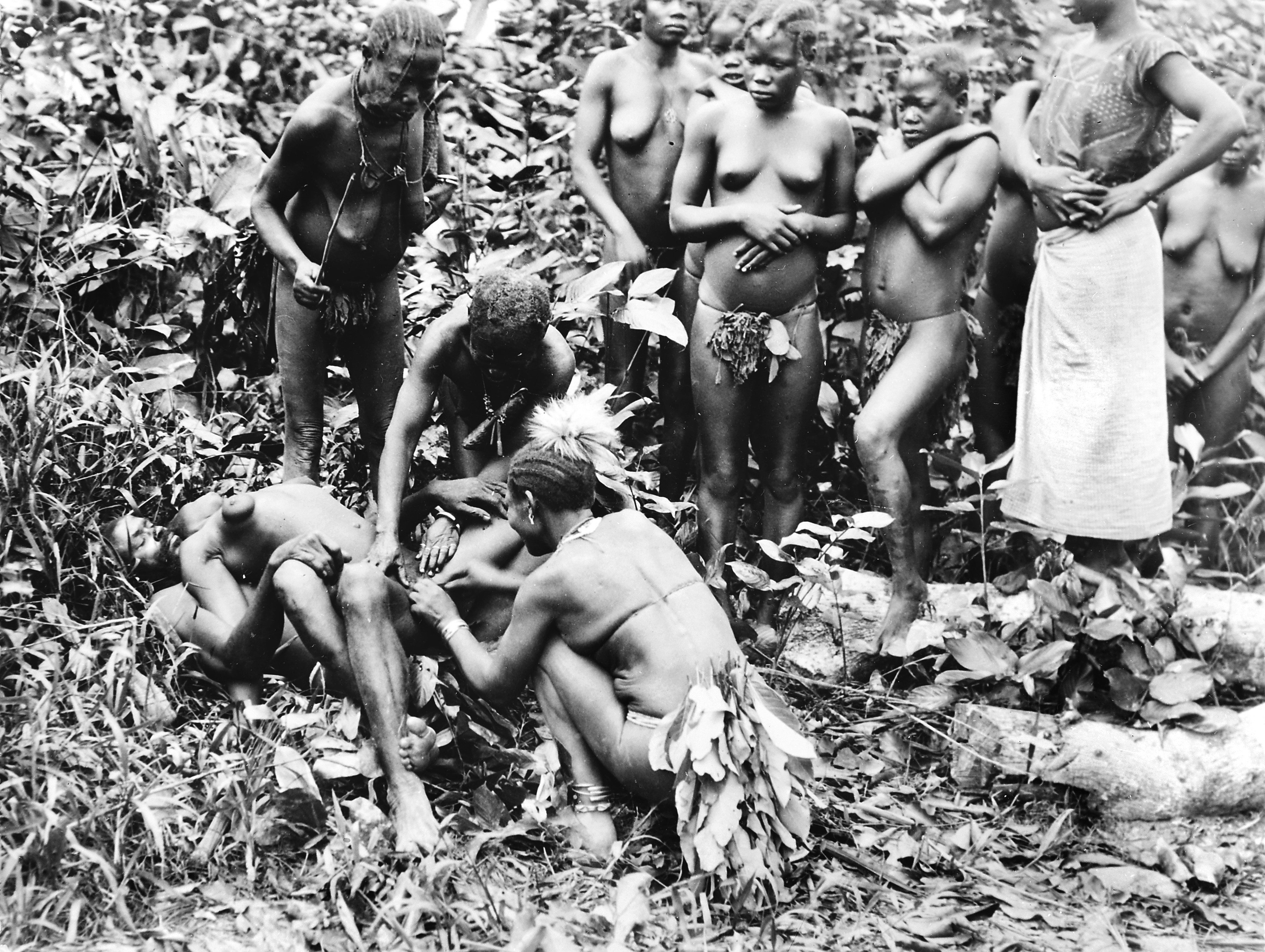
Процедура обрізання, 1940

Здорова вульва (A) та типи жіночого обрізання за класифікацією ВООЗ (B, C, D)

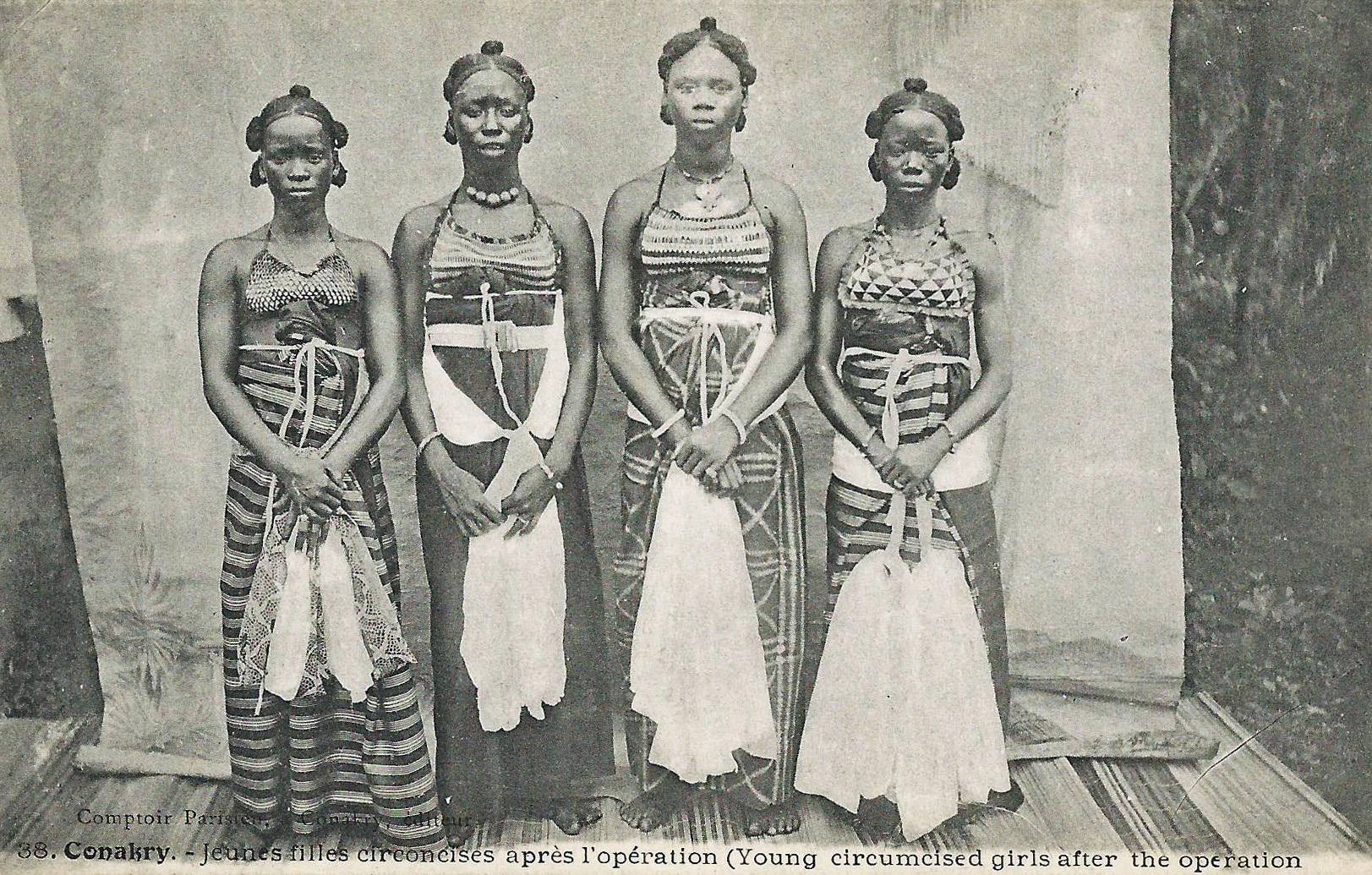
Дівчата після процедури обрізання у спеціальних костюмах. Бл. 1900

Особи, що традиційно виконують обрізання (зазвичай це старші жінки без освіти), використовують різноманітні інструменти, включаючи леза для гоління чи ножі, і зазвичай не застосовують знеболювальних. За оцінками, лише 18 % всіх подібних операцій у світі виконується працівниками та працівницями охорони здоров'я, котрі використовують хірургічні ножиці та знеболювання.
За класифікацією ВООЗ, виділяється чотири типи операцій на вульві:
- Тип 1 — Клітородектомія: часткове чи повне видалення голівки клітора (невеликої, чутливої, еректильної частини вульви) та/або у вкрай рідкісних випадках, тільки кліторального капюшона (складки шкіри, що оточує клітор).
- Тип 2 — Ексцизія (відсічення): часткове чи повне видалення клітора і малих статевих губ (внутрішніх шкірних складок вульви) з видаленням чи без видалення великих статевих губ (зовнішніх складок вульви).
- Тип 3 — Інфібуляція: звуження входу у вагіну шляхом створення щільного покриваючого кільця. Кільце формується в результаті обрізання і переміщення внутрішніх (малих) чи зовнішніх (великих) статевих губ, іноді за рахунок вшивання, з видаленням чи без видалення клітора (клітородектомії). Деінфібуляція — практика розтинання штучно звуженого входу у вагіну у жінок, котрі раніше пройшли через інфібуляцію; нерідко необхідна для підвищення рівня здоров'я і благополуччя, забезпечення можливості сексуальних контактів і полегшення родової діяльності.
- Тип 4 — Інші: всі інші шкідливі та небезпечні операції на жіночих геніталіях з немедичними цілями, такі як, наприклад, уколи, проколи, надрізання, вискоблювання, таврування області геніталій.

## Наслідки

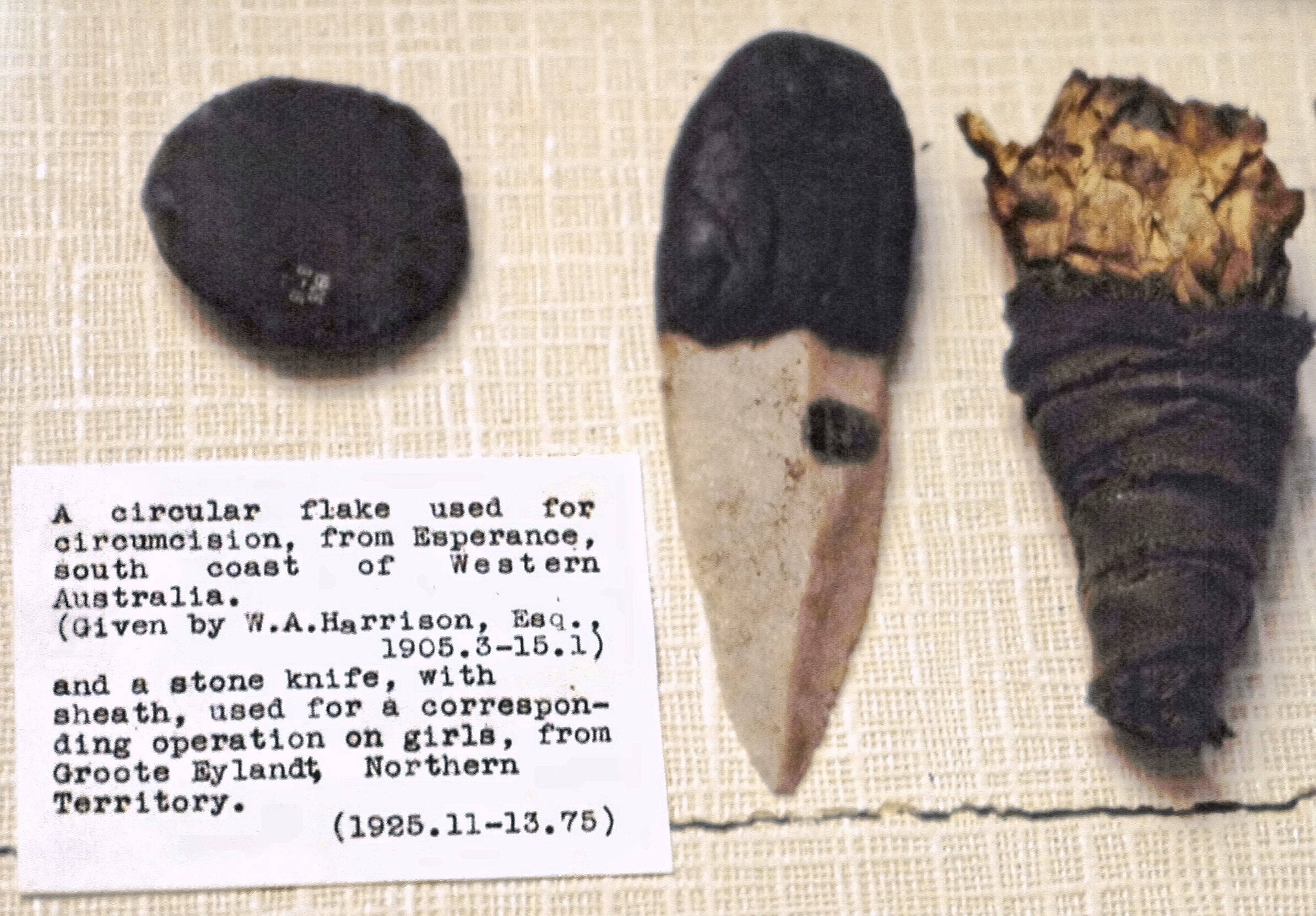
Кам'яні інструменти для обрізання, знайдені в Австралії

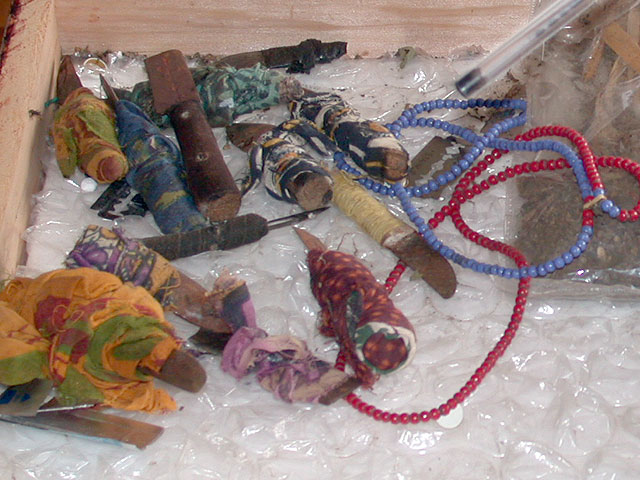
Ножі для обрізання, Східна Африка, 2004

Жіноче обрізання, особливо якщо воно проводиться в антисанітарних умовах, тягне за собою численні негативні наслідки для здоров'я жінок, включаючи ускладнення сечовипускання, інфекції статевих шляхів, ускладнення при пологах. Обрізання полягає у видаленні і ушкодженні здорових і нормальних тканин жіночих геніталій, а також в порушенні природних функцій організму дівчаток, дівчат та жінок. В цілому, ризик зростає пропорційно до важкості операції.
Можливі безпосередні наслідки:
- гострий біль та больовий шок,
- сильні кровотечі (геморагія),
- набряки тканин в області геніталій,
- підвищена температура,
- інфекції, наприклад, правець,
- порушення сечовидільної системи,
- порушення гоєння ран,
- травми прилягаючих тканин генітальної області,
- шок,
- смерть[6].

Наслідки в тривалій перспективі:
- порушення сечовидільної системи (болісне сечовипускання, інфекції сечовивідних шляхів);
- вагінальні порушення (патогенні виділення, свербіж, бактеріальний вагіноз та інші інфекції);
- порушення менструацій (болісні менструації, ускладнене проходження менструальної крові тощо);
- формування рубцевої та келоїдної тканини;
- порушення сексуальної сфери (диспареунія, послаблення чи відсутність приємних відчуттів, недостатня секреція);
- підвищений ризик ускладнених пологів (ускладнені пологи, посилені крововиливи, необхідність кесаревого розтину, реанімації новонароджених); смерть новонароджених;
- необхідність наступних хірургічних втручань: наприклад, якщо при каліченні змикається чи звужується вагінальний отвір (тип 3), необхідний його наступний розтин, щоб забезпечити можливість статевого акту і пологів (деінфібуляція). Іноді тканини геніталій неоднократно повторно зашивають, в тому числі після пологів. Тобто жінка переносить багатократні операції, що посилює як безпосередні ризики, так і ризики в тривалій перспективі;
- психологічні та психічні порушення (посттравматичний стресовий розлад, депресія, тривожні розлади, низька самооцінка)[6].

### Психологічні наслідки
Відповідно до систематичного огляду 2015 року, якісної інформації про психологічні наслідки обрізання недостатньо. Одразу декілька досліджень виявили, що жінки, котрим було виконано обрізання, страждають на тривожні розлади, клінічну депресію та посттравматичний стресовий розлад. Почуття сорому і зради може розвинутися, коли жінки залишають культуру, яка практикує жіноче обрізання, і дізнаються, що їхній стан не є нормою; але в рамках культур, що його практикують, жінки можуть розглядати своє обрізання з гордістю, у відповідності до панівних культурних асоціацій краси, поваги до традицій, цілісності та гігієни.

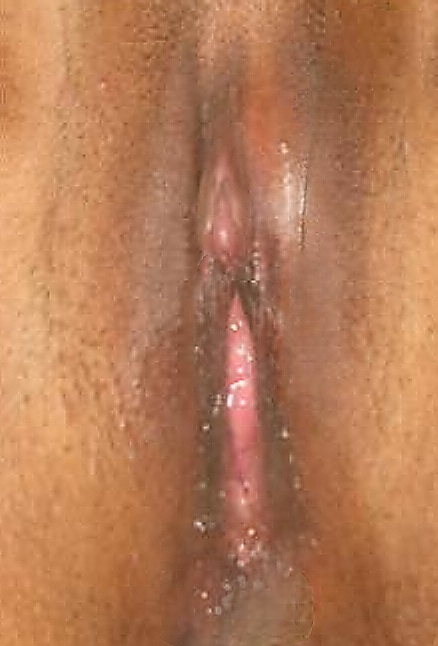
Вульва 29-річної жінки після обрізання, скоєного в дитинстві

### Загальне здоров'я
Жіноче обрізання небезпечне як смертю від сепсису під час операцій (через низький рівень санітарії, за котрого проводиться більшість з них), так і пізнішими хронічними інфекційними захворюваннями сечостатевої системи (через ускладнене сечовипускання, реалізацію інтимної гігієни та сексуальних практик). Пізніше внаслідок уражень, нанесених геніталіям, можуть утворюватись кісти та пухлини. Дискомфортні, болючі чи травматичні сечовипускання, гігієна та секс є звичайними серед жінок, що пережили обрізання.

### Репродукція
Калічення вульви нерідко викликає ускладнення при пологах і особливо небезпечне ризиками для життя породіллі та немовляти.

### Сексуальність
Обрізання має досліджений стійкий вплив на жіночу сексуальну функцію. Метааналіз (2013) 15-ти досліджень 12,671 жінок з семи країн довів, що жінки, яким було проведено обрізання, вдвічі частіше скаржились на відсутність сексуального потягу та на 52 % частіше — на диспареунію (болісний статевий акт). Третина повідомляла про зменшені сексуальні відчуття.

## Боротьба з обрізанням

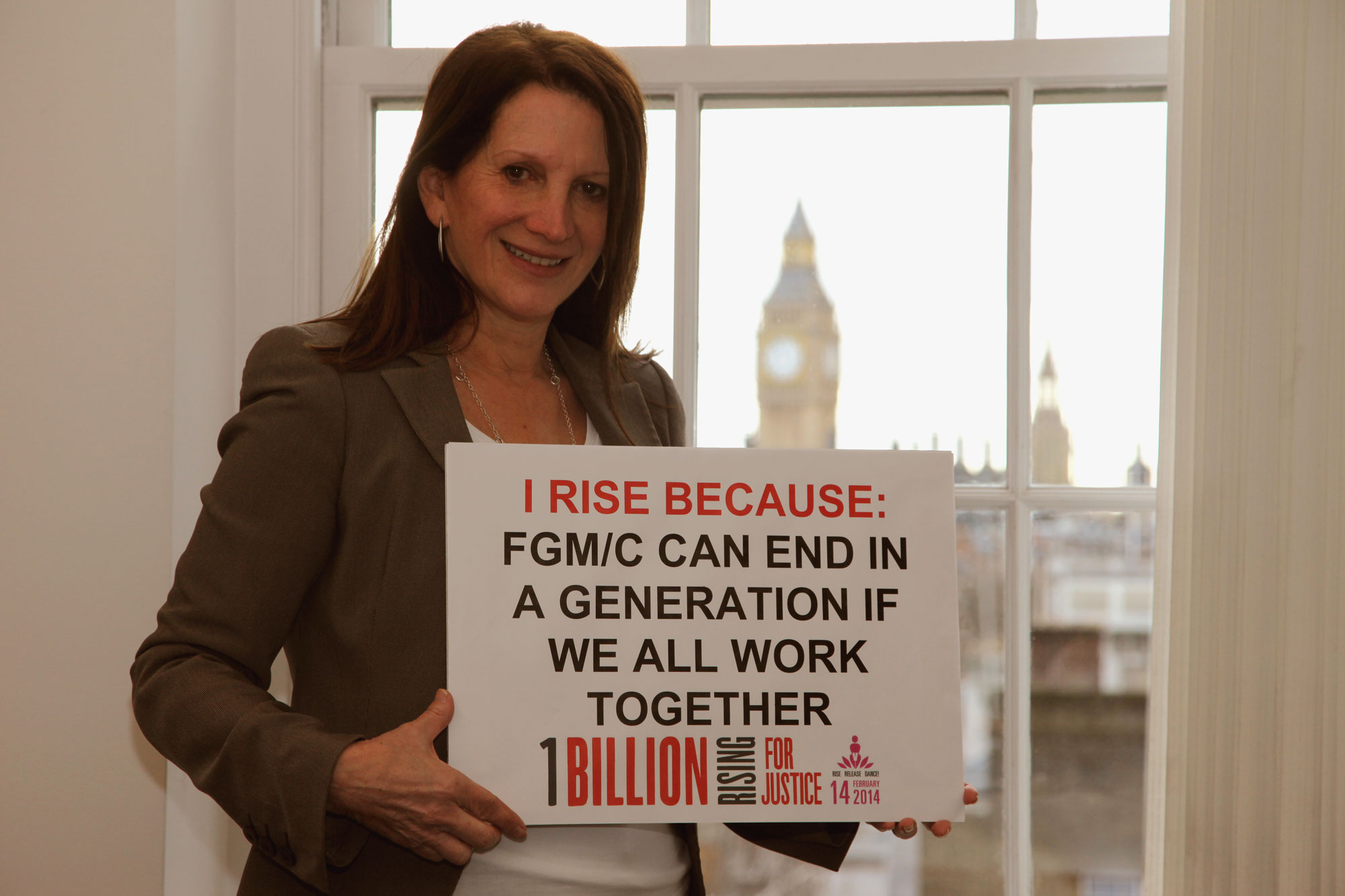
Lynne Featherstone: працюючи разом, ми покінчимо з жіночим обрізанням протягом покоління

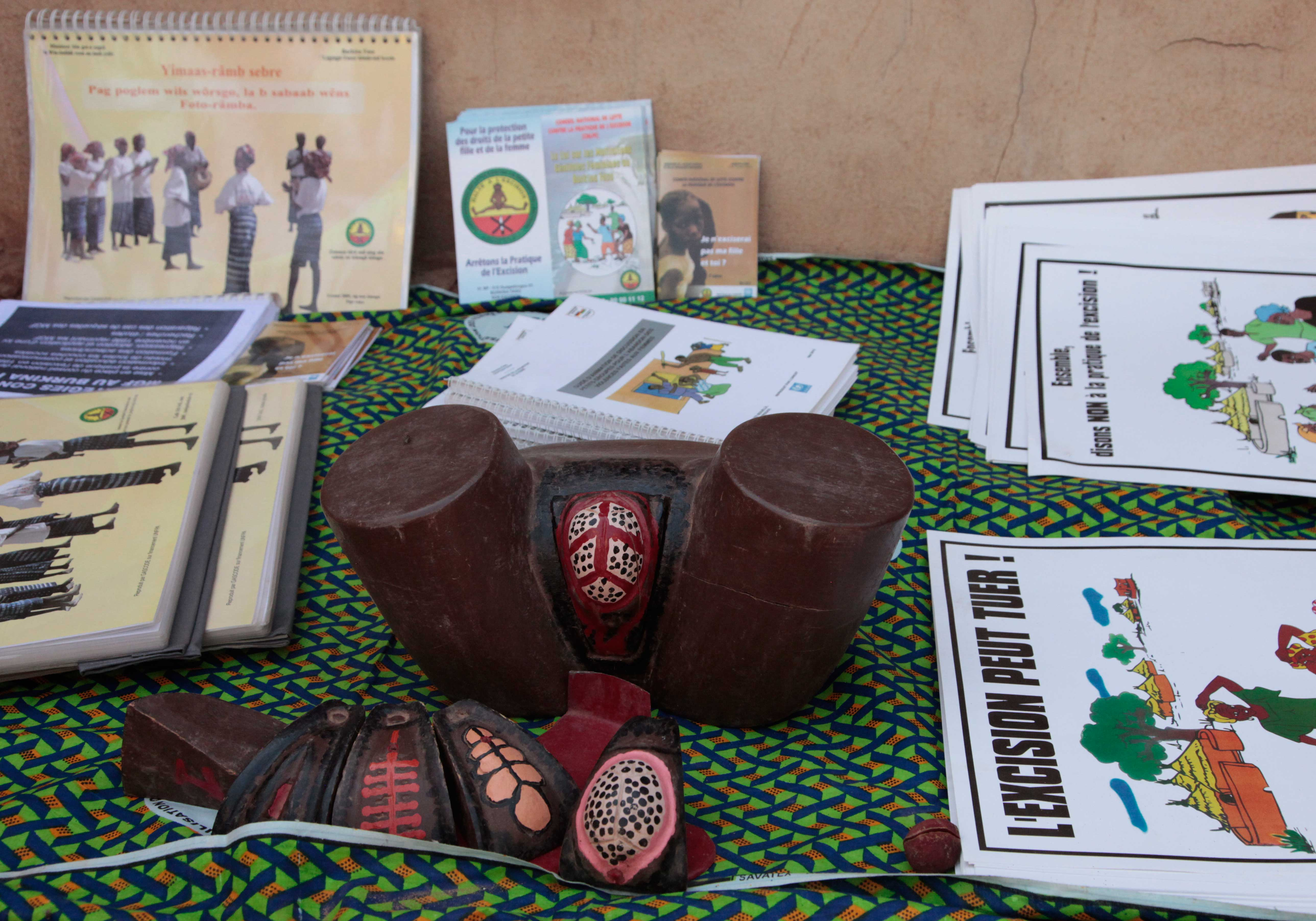
Матеріали для навчання спільнот

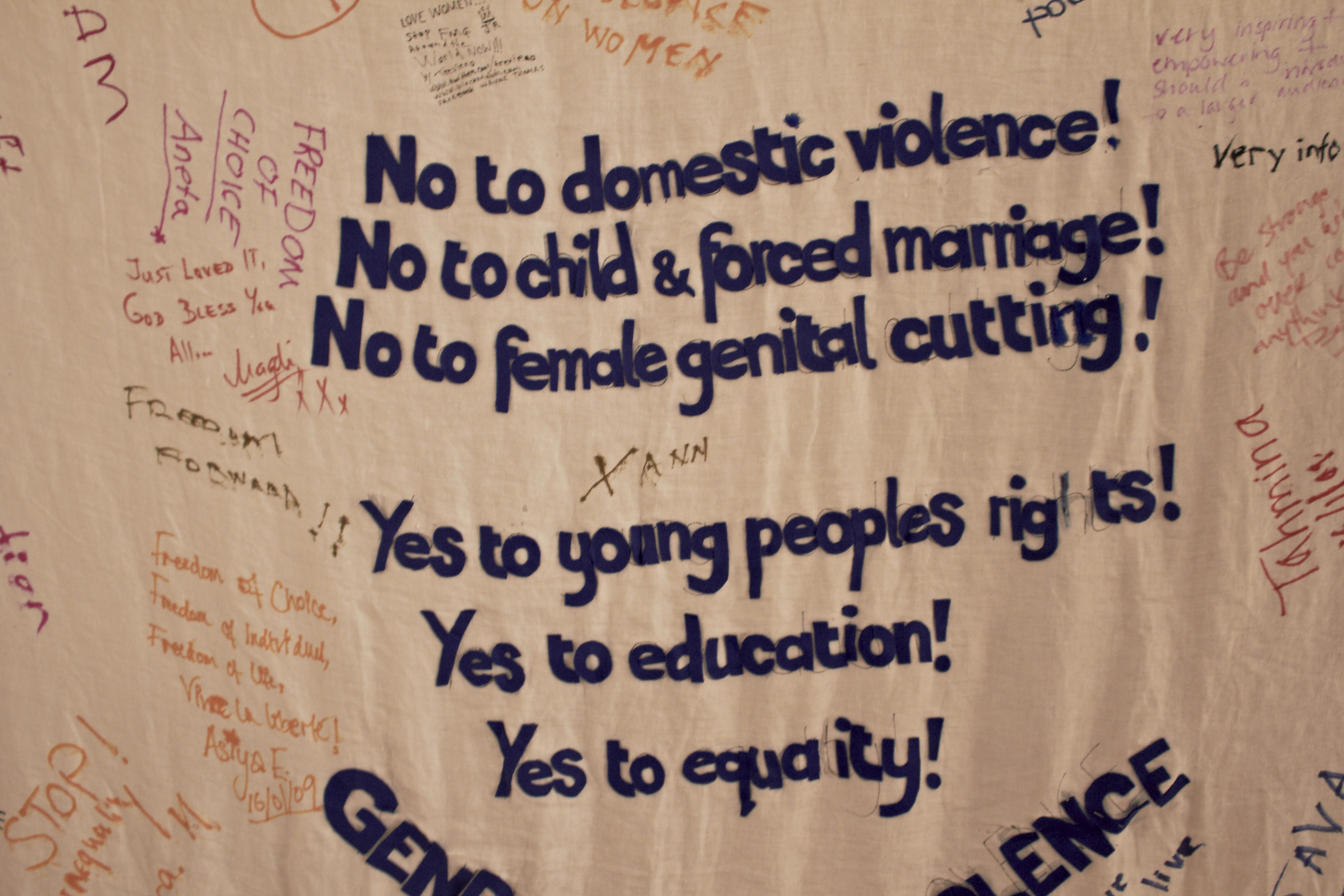
Тільки комплексний підхід може вирішити системні проблеми. Надпис на постері: «Ні — сімейному насильству! Ні — дитячим і примусовим шлюбам! Ні — жіночому обрізанню! Так — правам дітей та молоді! Так — освіті! Так — рівності!» (2010).

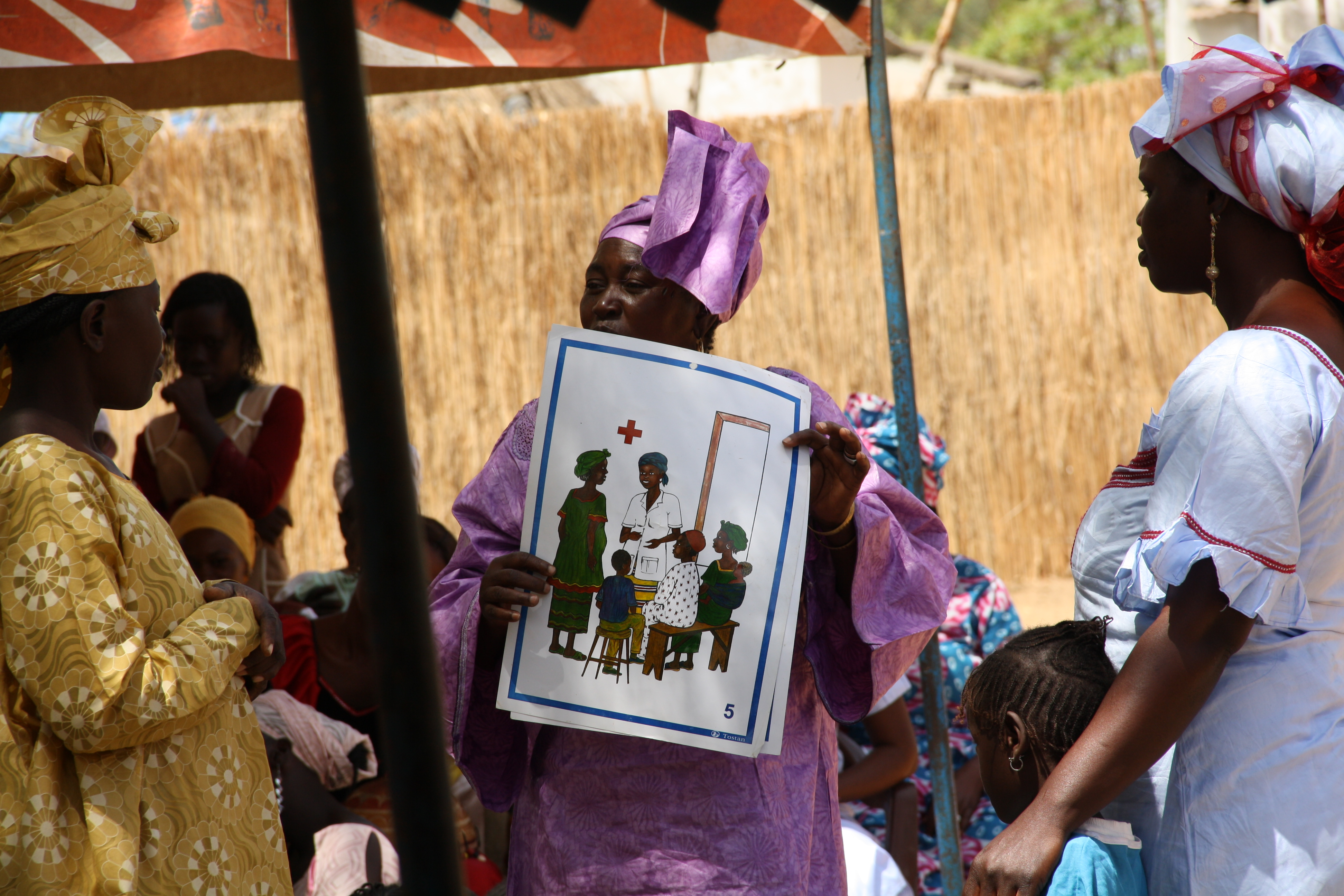
Місцева жителька Doussou Konate стала фасилітаторкою Tostan і збільшує обізнаність своєї спільноти про шкоду калічення геніталій та ранніх шлюбів

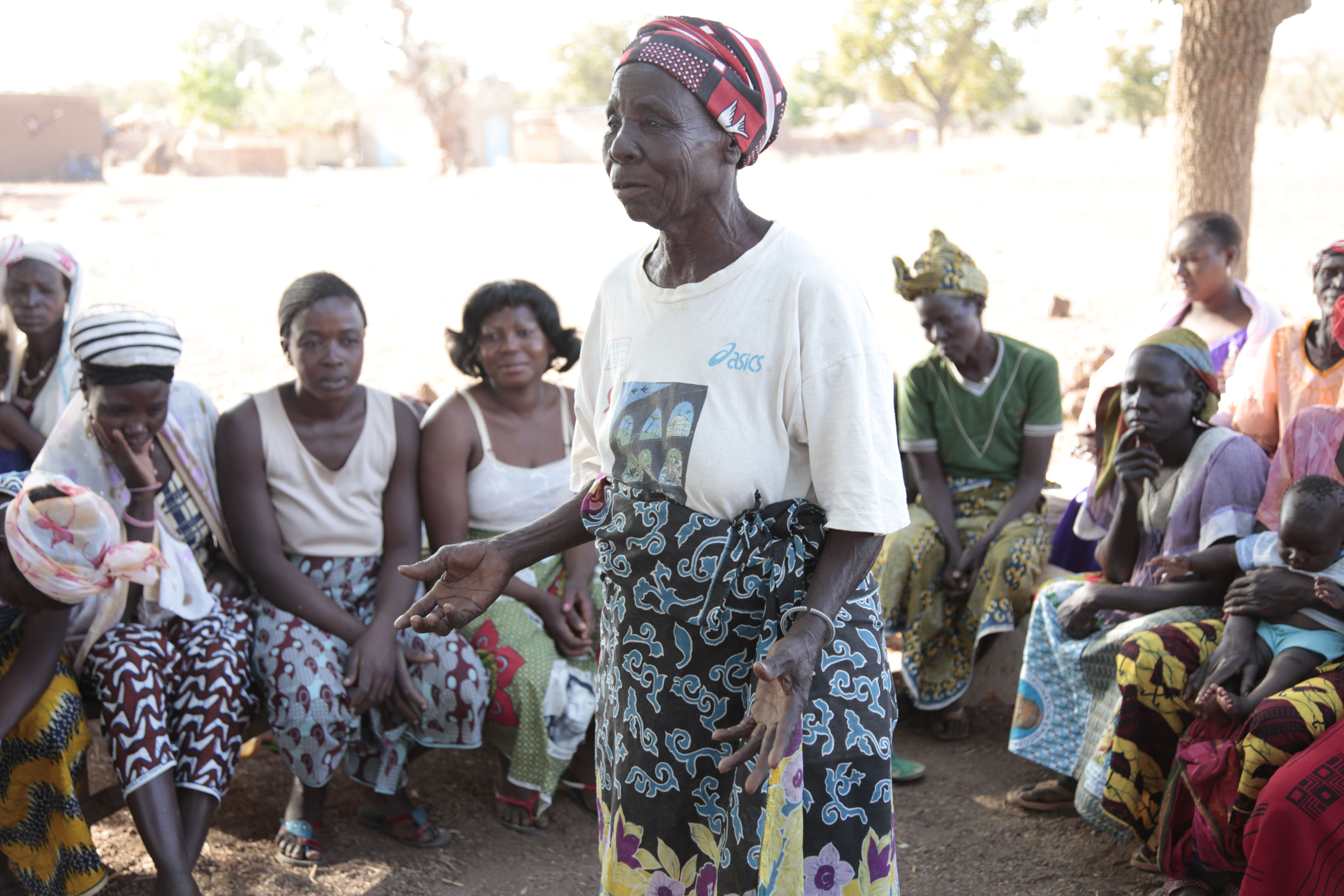
Поширення досвіду жінок, що пережили обрізання, серед спільноти

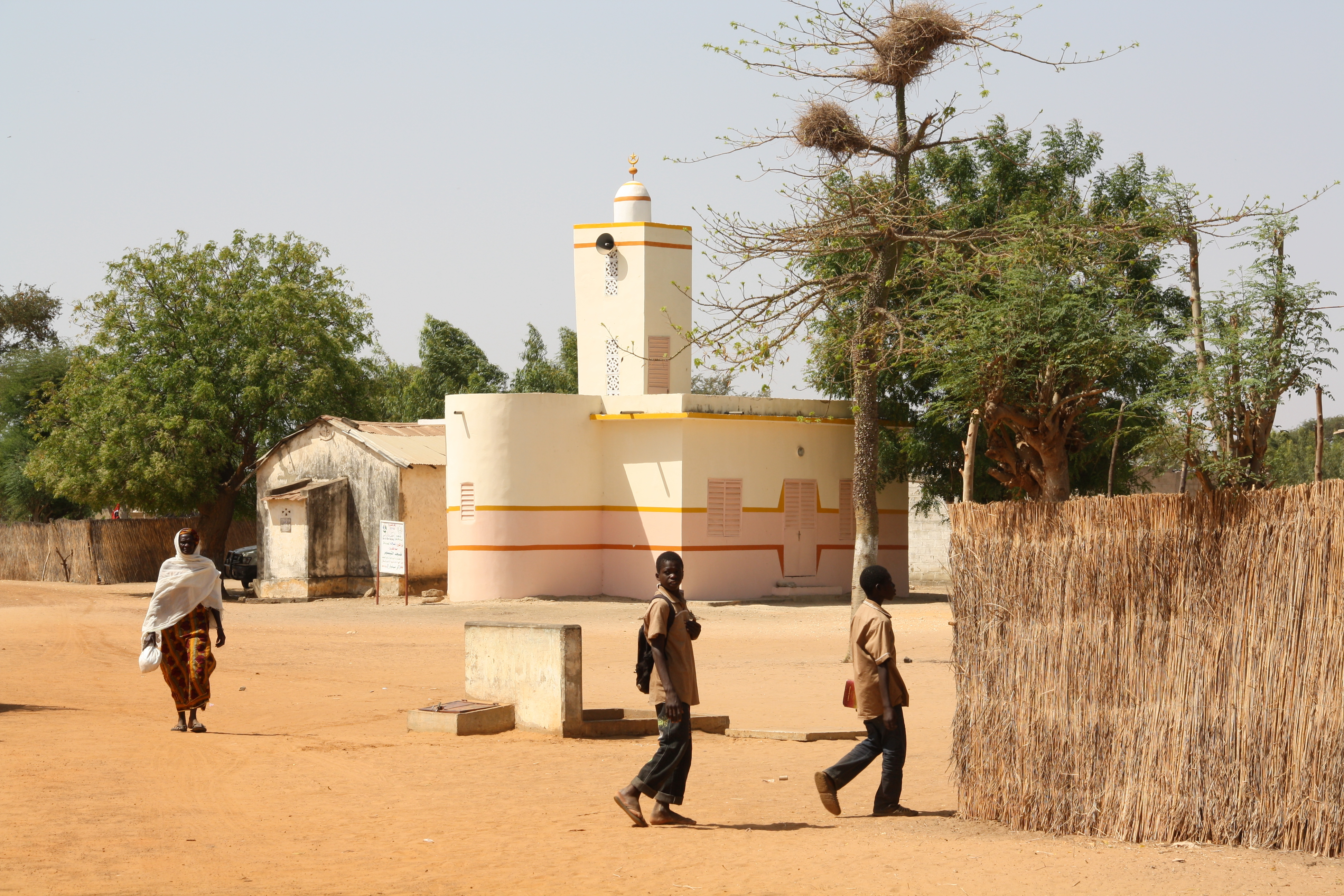
У селищі Keur Simbara, Сенегал, не практикують обрізання з 1998, після трирічної програми посилення знань спільноти від Tostan

В 1997 році, за результатами роботи попередніх десятиліть, ВООЗ, Дитячий фонд ООН (ЮНІСЕФ) та Фонд ООН в сфері народонаселення (ЮНФПА) опублікували спільну заяву. Після цього (з 1997 року) задіюються величезні зусилля з протидії цій практиці за допомогою наукових досліджень, роботи в общинах (спільнотах) і зміни державних політик.

### Міжнародні документи
- В 2007 р. ЮНФПА і ЮНІСЕФ розробили Спільну програму з викоріненням практики проведення операцій калічення жіночих статевих органів/жіночого обрізання з метою прискорення відмови від практики.
- В 2008 р. ВООЗ спільно з 9 іншими партнерами ООН опублікувала заяву про викорінення практики обрізання з метою сприяння посиленню інформаційно-пропагандистської діяльності, що закликає відмовитися від цієї практики, під назвою «Eliminating female genital mutilation: an interagency statement» («Викорінення операцій з калічення жіночих геніталій: міжінституційна заява»). В ній викладались фактичні дані про практики обрізання, зібрані за попереднє десятиліття.
- В 2010 р. ВООЗ у співпраці з іншими основними інституціями ООН та міжнародними організаціями випустила публікацію «Global strategy to stop health care providers from performing female genital mutilation» («Глобальна стратегія, покликана зупинити медпрацівників від проведення операцій калічення жіночих геніталій»).
- В грудні 2012 р. Генеральна Асамблея ООН прийняла резолюцію про ліквідацію практики завдавання каліцтв жіночим геніталіям.
- Базуючись на доповіді 2013 р., у 2016 ЮНІСЕФ підготував доповнений звіт про розповсюдженість калічення жіночих геніталій в 30 країнах, переконання, вірування, уявлення і тенденції в даній сфері, а також про програмні і політичні заходи реагування на цю практику в усьому світі.
- У травні 2016 р. ВООЗ у тандемі зі спільною програмою ЮНФПА-ЮНІСЕФ з боротьби з каліченням жіночих геніталій випустила перші засновані на фактичних даних керівні принципи з ведення ускладнень в результаті проведення цих операцій. Принципи були розроблені на основі систематичного огляду найкращих наявних фактичних даних про медико-санітарні заходи для жінок, що живуть з каліцтвами геніталій. Для забезпечення ефективної реалізації керівних принципів ВООЗ розробляє методики для працівників і працівниць першої лінії охорони здоров'я з метою покращення знань, ставлення і навичок поставників медико-санітарних послуг у сфері попередження калічення геніталій і ведення їх ускладнень.
- Ряд міжнародних правозахисних договорів визначили жіноче обрізання незаконним, категоризувавши як насильство проти жінок, та криміналізували його. Серед них, зокрема: Конвенція про ліквідацію всіх форм дискримінації щодо жінок (1979), Декларація про усунення насильства проти жінок (1993), Конвенція про запобігання насильству стосовно жінок і домашньому насильству та боротьбу з цими явищами (2011).

### Стратегії боротьби
|  |  |  |  |

Найпершими з результативних методів боротьби з жіночим обрізанням були (з документів групи Tostan, заснованої Molly Melching в 1991 році):
- жіноча освіта (підвищення рівня грамотності жінок),
- сексуальна просвіта та ліквідація безграмотності стосовно жіночого організму та здоров'я,
- репродуктивна просвіта,
- заохочення та розвиток місцевих демократій,
- полегшений доступ до охорони здоров'я, що в комплексі надає жінкам інструменти для самостійних рішень у свідомому віці щодо операцій над власним тілом та супутніх ризиків[18].

Успіх некомерційної групи Tostan під був показовим і провісницьким: те, що за 27 років з допомогою програм розширення можливостей з застосуванням цих заходів більше 8000 громад у восьми країнах зобов'язалися відмовитися від обрізання і дитячих шлюбів, дозволило практикувати їх ширше — в інтернаціональних масштабах.
В 2008 ВООЗ прийняла резолюцію (WHA61.16) про викорінення практики обрізань, в котрій підкреслюється необхідність узгоджених дій в усіх секторах, таких як охорона здоров'я, освіта, фінанси, правосуддя і сектор з жіночих питань. Зусилля ВООЗ по викоріненню практики проведення операцій калічення жіночих геніталій спрямовані на наступні області:
- керівництво для систем охорони здоров'я: розробка навчальних матеріалів та керівних принципів для спеціалістів/-сток охорони здоров'я з метою надання їм допомоги у лікуванні та консультуванні жінок, що пройшли крізь такі операції;
- створення бази даних: накопичення знань про причини і наслідки практик обрізання, в тому числі про те, чому спеціалісти охорони здоров'я виконують ці процедури, як покласти їм край та яку медичну допомогу необхідно надавати жінкам та дівчатам, що перенесли операції з калічення геніталій;
- інформаційно-пропагандистська діяльність: розробка публікацій та інформаційно-пропагандистських інструментів для міжнародних, регіональних і місцевих зусиль з викорінення практики калічення жіночих геніталій в межах одного покоління[6].

Результатом комплексної боротьби ВООЗ, ЮНІСЕФ, ЮНФПА, ООН-Жінки, національних урядів, наукових та недержавних організацій є сучасний прогрес в боротьбі з жіночим обрізанням як на міжнародному, так і на місцевому рівнях, котрий включає:
- ширшу міжнародну участь у русі за припинення обрізання;
- створення міжнародних контрольних органів і розробку резолюцій, що засуджують цю практику;
- перегляд нормативно-правової бази і посилення політичної підтримки з метою припинення практики калічення жіночих геніталій (в тому числі прийняття законів проти цієї практики в 26 країнах Африки і Близького Сходу, а також в 33 інших країнах, де проживають мігранти і мігрантки з країн, що практикують операції з калічення);
- в більшості країн розповсюдженість обрізань зменшилась, і все більше жінок і чоловіків в спільнотах, де вони практикуються, підтримують припинення цієї практики.
- наукові дослідження свідчать, що якщо самі спільноти, в яких практикується обрізання, вирішать від них відмовитись, цій практиці дуже скоро можна буде покласти край[32].

## Дивитись також
- Обрізання
- Обрізання Христове